# Hestia
Hestia (în greaca veche: Ἑστία) în mitologia greacă este zeița căminului, a focului sfânt, prima fiică a lui Cronos și Rheei, soră a lui Zeus, Poseidon, Demetra, Hera și Hades. 
Cu toate că a fost curtată de Apollo și de Poseidon, Hestia a obținut de la Zeus dreptul de a-și păstra virginitatea pentru totdeauna. În plus, Zeus i-a acordat onoruri excepționale: i se închina un cult în toate casele oamenilor și în templele tuturor zeilor. Așa cum căminul domestic era centrul religios al locuințelor umane, Hestia era centrul religios al locuinței divine. Această imobilitate a Hestiei explică faptul că nu a jucat nici un rol în vreo legendă. A rămas un principiu abstract, întruchipând ideea de cămin, nemanifestându-se ca o divinitate personală.
Hestia este corespondenta Vestei în mitologia romană.

## Etimologie

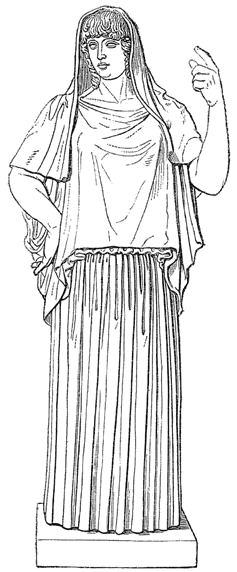
Giustiniani Hestia în Dicționarul antichităților clasice, O. Seyffert, 1894

Numele lui Hestia înseamnă „vatră, șemineu, altar”.  Aceasta provine din  cuvântul wes  din limba indo-europenă care înseamnă  „arde” (h₂wes- „locuiește, treci noaptea, stai”).   Se referă astfel la oikos, care înseamnă casă,   gospodărie sau familie.  O formă timpurie a templului este  vatra; primele temple de la Dreros și Prinias de pe Creta sunt de acest tip, așa cum este  și templul lui Apollo din Delphi, despre care se spunea că are hestia sa interioară".   Sala mare miceniană (megaron), la fel ca  și sala lui Ulise  din Itaca , conform Odiseeii lui Homer,  avea o vatră centrală.  

## Caracterizare

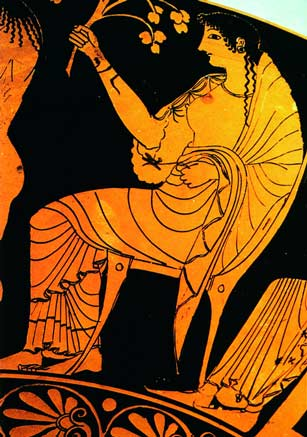
Hestia pictată pe un vas de ceramică

### Epitete
- Äídios (ἀΐδιος), însemnând „eternă”:[5]
- Khlöómorphos (χλοόμορφος), însemnând „verde”, „înverzită”;
- Polýolvos (πολύολβος), însemnând „plină de binecuvântări”;
- Vasíleia (βασίλεια) - „regină”;

### Atribute
Cultul lui Hestia era centrat în jurul căminului, atât casnic, cât și civic. Căminul era esențial pentru căldură, pentru prepararea mâncării și pentru finalizarea jertfelor aduse zeităților. La sărbători, Hestia primea prima și ultima libație de vin. Pausanias scrie că oamenii din Eleia sacrificau mai întâi pentru Hestia și apoi pentru alți zei. Xenofon, în Cyropaedia, scrie că Cyrus cel Mare sacrifica mai întâi pentru Hestia, apoi pentru Zeus suveranul și apoi pentru orice alt zeu sugerat de magi.

## Mitologie
Hestia este o zeiță din prima generație de olimpieni. Este fiica cea mai mare a titanilor Rhea și Cronos și sora lui Demetra, Hades, Hera, Poseidon și Zeus. Imediat după nașterea lor, Cronos și-a înghițit toți copiii (Hestia a fost prima care a fost înghițită), cu excepția celui mai tânăr, Zeus. Zeus l-a forțat pe Cronos să-și regurgiteze copiii și a condus un război împotriva lui și a celorlalți Titani. Ca „prima care a fost devorată ... și ultima care a fost renăscută”, Hestia era atât fiica cea mai mare, cât și cea mai tânără; această inversiune mitică se regăsește în „Imnul homeric către Afrodita” (700 î.Hr.).
Zeus i-a încredințat Hestiei sarcina de a întreține focul din vatra Olimpului cu porțiunile grase, combustibile, ale sacrificiilor de animale aduse zeilor. Oriunde se gătea mâncare sau se ardea o ofrandă, ea avea astfel partea ei de onoare; de asemenea, în toate templele zeilor, ea era onorată. „Printre toți muritorii, ea era șefa dintre zeițe”.
Zeii Poseidon și Apollo (fratele și, respectiv, nepotul ei) s-au îndrăgostit de Hestia și au concurat pentru mâna ei. Hestia nu a vrut pe niciunul dintre ei și, în schimb, s-a dus la Zeus și a făcut un mare jurământ, că va rămâne virgină pentru totdeauna și nu se va căsători niciodată. În Imnul homeric al Afroditei, Afrodita este descrisă ca neavând „nicio putere” asupra Hestiei.

## Cultul Hestiei
Foarte puține temple de sine stătătoare au fost dedicate Hestiei. Pausanias menționează unul în Ermioni și unul în Sparta, acesta din urmă având și un altar. Hellenica lui Xenofon menționează lupte în jurul și în interiorul templului lui Hestia din Olympia, o clădire separată de sala de consiliu a orașului și de teatrul adiacent. Un templu al Hestiei se afla și în Andros.

### Răspândire geografică
Grecia de Sud:
- SV Atica: Atena, Oropos[12]
- S Argolida: Hermiona[12]
- S Lacedemon: Sparta[12]
- S Elida: Olimpia[12]

Grecia de Nord:
- N Tesalia: Larisa[12]

Marea Egee:
- Grecia Egee Tenedos[12]
- GE Naxos[12]